# Noa 仕事×学校
noa 仕事×学校（ノア しごと×がっこう）は、株式会社ワークアカデミーが運営する教育訓練施設である。大阪府大阪市北区に本部を置く。

## 概要
ITなど専門の教育訓練を核に、情報活用力、コミュニケーション力、業務遂行スキル、キャリアデザイン力など社会人基礎力教育を行い、主に大学生、第二新卒層など若年層の就業力育成を行っている。

## 開講科目
- WEB就職コース

　  WEBデザイナー専攻 
　  WEBプログラマー専攻 
　  WEBクリエイター専攻 
- IT就職コース

　  プログラマー専攻 
　  ネットワークエンジニア専攻 
- 営業就職コース
- 事務就職コース

## 沿革
- 1982年 - 大阪市北区に富士通のユーザー教育機関として「OAスクール」を開校
- 1983年 - ワープロスクール「オアシススクール」を開校。ユーザー教育に加え、企業研修を開始。
- 1985年 - ワープロインストラクタ養成コースを開講。
- 1986年 - 「ワークアカデミー専門学院」を開校。IT専門職育成を開始。
- 1991年 - オペレータ養成コースを開講
- 1996年 - ワープロスクール、パソコンスクール、ワークアカデミー専門学院を統合し、「ノアワーキングアカデミー」を開校。
- 1997年 - なんば校、三宮校を開校。
- 1998年 - MOTインストラクタ、ホームインストラクタ、大学講師養成コースを開講。
- 1999年 - 京都校を開校。
- 2000年 - 「パソコン総合カレッジnoa」に名称変更。web、プログラミング、ネットワーク、インストラクターの各カレッジを設置。
- 2006年 - 就職支援スクール「noa 仕事×学校」を、姉妹校として分離。
- 2007年 - 講師･トレーナー総合科を設置。
- 2010年 - IT×営業総合科、企画×広報総合科を新設。
- 2012年 - WEB就職コース、IT就職コース、営業就職コース、事務就職コースの４コースに統合整理。
- 2014年 - スクール名称を「パソコン総合カレッジnoa」から「資格とキャリアのスクール noa」に変更。
- 2014年 - あべのハルカス校を開校。